# Старо-Курцово
Старо-Курцово — деревня в Старицком районе Тверской области.

## География
Находится в южной части Тверской области на расстоянии приблизительно 26 км на северо-восток от районного центра города Старица у правого берега Волги.

## История
Деревня была отмечена как Курцова-Филитова на карте Менде, которая отражала местность в 1848—1849 годах. В 1859 году здесь (уже Старо-Курцово Старицкого уезда) было учтено 16 дворов.

## Население
Численность населения: 139 человек (1859), 2 (русские 50 %, украинцы 50 %) в 2002 году, 10 в 2010.